# 湘南工业短期大学
湘南工业短期大学（日语：／ Shōnan Kōgyō Tanki Daigaku *）是过去一所位于日本神奈川县横滨市户冢区的私立短期大学。

## 概要

### 简介
- 源流即专门学校成立于1945年[2][1]。短期大学为于1950年开办[3][1]、由财团法人湘南工业专门学校经营。停办于1951年[1]。

### 历史
- 1950年 湘南工业短期大学成立并同时设置金属工业科和化学工业科[1]。
- 1951年 停办[1]。

## 学校环境
- 校区：在神奈川县横滨市户冢区[1]

## 历任校长
- 及川蒙平：短期大学校长[1]。

## 著名人和有关人员
- 加藤卫：教员[2]

## 组织

### 学科
- 金属工业科[1]
- 化学工业科[1]

### 专科
| - 没有 |

## 相关链接
- 日本短期大学列表